# Caprice
Caprice és una pel·lícula estatunidenca muda de la Famous-Players dirigida per J. Searle Dawley, estrenada el 10 de novembre de 1913. Esta basada en l'obra de teatre homònima de Howard P. Taylor estrenada el 1884.

## Argument
Jack Henderson és un home ric que, avorrit de la monotonia, viatja als Adirondacks a caçar. Allà és atacat per un os i quan ho creu tot perdut, apareix Mercy Baxter, una noia de muntanya, que crida l'os i el fa menjar de la seva mà. Jack s'enamora de Mercy que viu sola allà, i malgrat les objeccions del seu pare, finalment es casa amb ella. A ciutat, Mercy intenta de totes passades convertir-se en una jove educada i refinada però fracassa. Després d'avergonyir Jack davant d'un antic amic de la universitat, aquest admet al seu pare que ha comès un error. Es produeix la crisi en el matrimoni.
El pare de Jack se l'endu a Europa per fer-li oblidar els seus problemes matrimonials. El pare de Mercy la fa tornar a casa i, sota el nom de Miss Wheeler, fa que ingressi en un internat. Allà, es guanya l'admiració de les seves companyes quan es produeix un incendi i ella logra salvar-ne una. Esdevé l'amiga íntima d'Edith, la germana de Jack. Edith la convida a visitar la seva família i Mercy els impressiona a tots amb el seu encant. Jack no està segur de reconéixer-la i se n'enamora de nou. Quan finalment s'adona que "Miss Wheeler" és la seva pròpia dona, la seva felicitat és completa.

## Repartiment
- Mary Pickford: Mercy Baxter
- Owen Moore: Jack Henderson
- "Beets" Wall: Edith Henderson[4]
- Ernest Truex: Wally Henderson
- Ogden Crane: Jim Baxter
- James Gordon: Mr. Henderson, pare de Jack
- John Steppling
- Louise Huff
- Whitney Raymond germà de Jack